# Élections américaines de 2024
Les élections américaines de 2024 se sont déroulées le 5 novembre 2024, il s'agissait de pourvoir la présidence des États-Unis, les 435 sièges de la Chambre des représentants des États-Unis, et 34 des 100 sièges du Sénat, afin de déterminer la composition du 119e Congrès des États-Unis. Treize postes de gouverneur étaient également en jeu, ainsi que de nombreuses autres élections étatiques et locales.

## Élections nationales

### Présidentielle
Il s'agit de la 60e élection présidentielle des États-Unis. Elle visait à élire un candidat et son colistier, appelés à devenir les nouveaux président et vice-président des États-Unis.

#### Candidats du parti démocrate
Alors président, Joe Biden s'est initialement présenté pour un second mandat et a remporté les primaires, accompagné de sa vice-présidente, Kamala Harris, à nouveau comme colistière. Cependant, Biden a retiré sa candidature le 21 juillet 2024. Ce retrait fait de lui le premier président sortant éligible, depuis Lyndon B. Johnson en 1968, à renoncer à sa réélection, et le premier à décider de se retirer après avoir obtenu suffisamment de délégués pour remporter l’investiture.
Harris deviendra la première candidate investie sans participation aux primaires depuis le vice-président Hubert Humphrey, également en 1968. Les autres candidats ayant participé aux primaires démocrates de 2024 incluent le représentant du Minnesota Dean Phillips, l’auteure Marianne Williamson, et l’homme d’affaires Jason Palmer, qui ont tous mis fin à leurs campagnes avant le début des votes, en retirant leurs candidatures.
C'était la première élection depuis 1968 où le président sortant éligible n’était pas le candidat de son parti. Après un sondage de l'Associated Press auprès des délégués démocrates le 22 juillet 2024, Kamala Harris est devenue la candidate présumée du parti démocrate, un jour seulement après l'annonce de sa candidature. Elle est devenue officiellement la candidate le 5 août, à l'issue d’un vote virtuel des délégués du parti.

#### Candidats du parti républicain
En novembre 2022, Donald Trump, alors président sortant, a annoncé sa candidature à l’élection. Les autres candidats qui se sont présentés aux primaires républicaines de 2024 incluent l’ancienne gouverneure de Caroline du Sud et ex-ambassadrice des États-Unis à l’Organisation des Nations unies Nikki Haley, ainsi que l’actuel gouverneur de Floride, Ron DeSantis. Le premier débat présidentiel républicain s’est tenu le 23 août 2023, et la première primaire, le caucus républicain de l'Iowa, s’est déroulée le 15 janvier 2024. Trump a rapidement remporté l’investiture et a été formellement désigné lors de la convention républicaine le 15 juillet, obtenant ainsi sa troisième investiture consécutive à la présidence.

#### Issue de l'élection
Donald Trump a remporté l’élection présidentielle américaine de 2024 en obtenant plus de 270 voix électorales, le seuil de majorité nécessaire pour remporter l'élection selon le système du collège électoral des États-Unis.